# Matthias Veit
Matthias Veit (ur. 9 stycznia 1981 w Mannheimie) – niemiecki wioślarz.

## Osiągnięcia
- Mistrzostwa Świata Juniorów – Poznań 1995 – czwórka podwójna – 5. miejsce[1].
- Mistrzostwa Świata Juniorów – Glasgow 1996 – czwórka podwójna – 7. miejsce[1].
- Mistrzostwa Świata – Gifu 2005 – czwórka bez sternika wagi lekkiej – 5. miejsce[1].
- Mistrzostwa Świata – Eton 2006 – ósemka wagi lekkiej – 2. miejsce[1].
- Mistrzostwa Świata – Monachium 2007 – ósemka wagi lekkiej – 2. miejsce[1].
- Mistrzostwa Świata – Linz 2008 – ósemka wagi lekkiej – 2. miejsce[1].